# 沃镇 (上加龙省)
沃村（法語：Vaux，法語發音：[vo] ⓘ），法国南部市镇，位于奥克西塔尼大区上加龙省，隶属于图卢兹区，其市镇面积为10.41平方公里，2022年1月1日时人口数量为308人，在法国城市中排名第21,627位。
沃镇位于上加龙省东部，洛拉盖腹地，多条公路在此交汇。

## 地名来源
“Vaux”一名的来源及含义均尚有待考证。沃镇在当地入城路牌及谷歌地图上均被标记为“Le Vaux”。
沃镇所处区域历史上曾通行奥克语，“Vaux”在奥克语维基百科及Openstreetmap中对应的拼写为“Le Bauç”。

## 历史
沃镇的早期历史尚不清楚。根据当地官方网站的论述，沃镇最初于公元1256年在普瓦捷的阿尔方斯的一份手记中被提及。中世纪末，沃镇四周新建了城墙。沃镇镇中心高32米的钟楼塔于16世纪建成，后在宗教战争期间被毁。法国大革命后，沃镇成为上加龙省的一个市镇。

## 地理

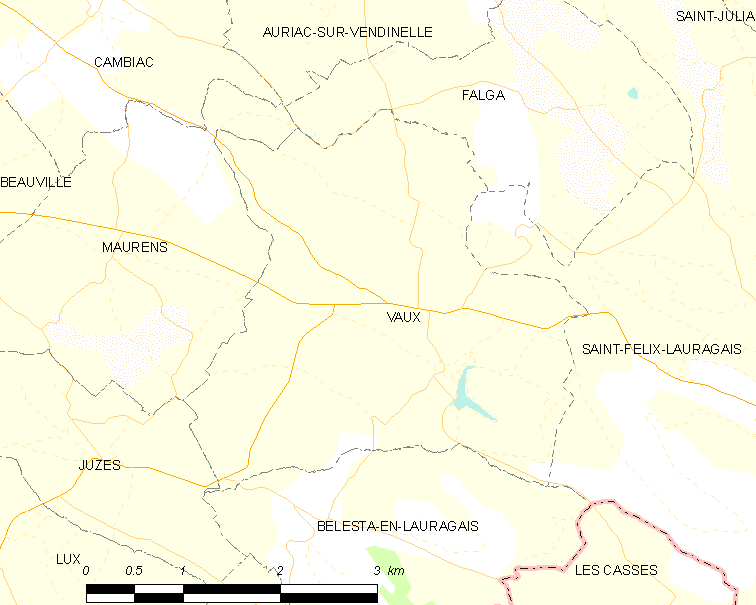
沃镇市镇范围地图

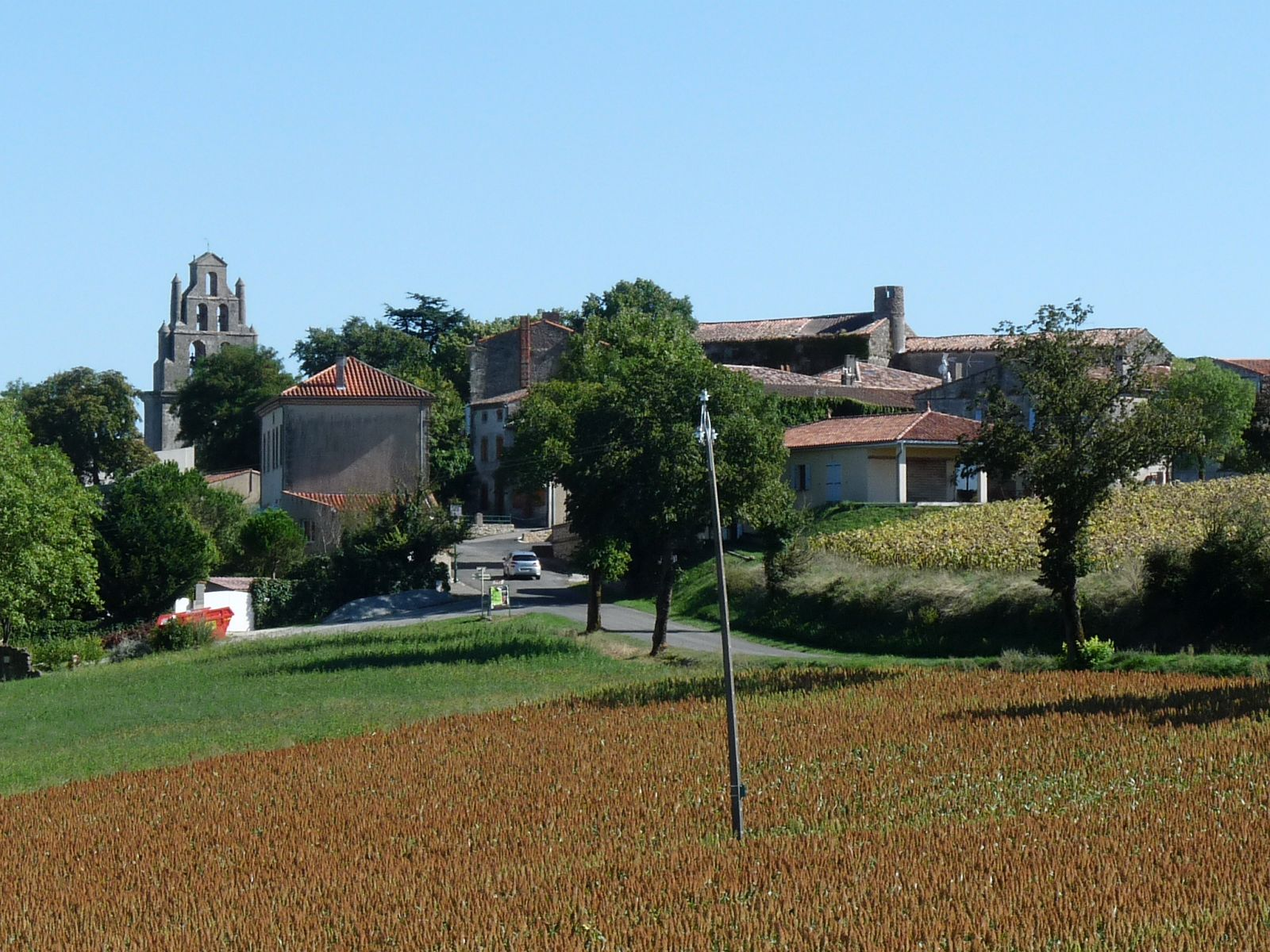
沃镇周边的自然景观

沃镇位于法国南部偏西，奥克西塔尼大区中部偏西南和上加龙省东部，距离省会图卢兹大约38公里。与沃镇接壤的市镇包括：法尔加、瑞兹、莫兰斯、洛拉盖地区贝莱斯塔和圣费利克斯洛拉盖。

### 地形
沃镇位于洛拉盖地区腹地，境内以平原和浅丘为主，市镇中心位于一处地势较高的浅丘顶端，全境海拔在209到291米之间。

### 水文
沃镇位于加龙河流域范围内，罗蒂溪（ruisseau des Rotis）自东向西流经沃镇市镇南界，市区东南部有一处人工水坝拦截所形成的湖泊。

### 植被
沃镇属于温带阔叶混交林区，林地多分布于水域附近。
在鲜花城市的评比中，沃镇暂未被评级。

### 气候
沃镇在柯本气候分类法中属于带有地中海气候特征的温带海洋性气候（Cfb）。

## 行政区划
沃镇的市镇编号为31570，邮政编号为31540。
在行政管理方面，沃镇隶属于法国奥克西塔尼大区上加龙省图卢兹区；在地方选举方面，沃镇隶属于勒韦勒县，其市镇范围全境被划入上加龙省第十选区；在社会管理方面，沃镇是米迪运河源市镇公共社区的组成部分。
截至2024年6月，沃镇市镇范围内暂无任何城市敏感街区及城市政策优先街区。
法国国家统计与经济研究所（简称）在进行数据统计时，未将沃镇划入任何城市核心区（Unité urbaine）及城市区（Aire urbaine）。自2020年起，沃镇被划入包含527个市镇的图卢兹城市辐射区。此外，还将沃镇市镇整体看作一个“块区”（IRIS），以便于统计人口分布情况。

## 交通

### 公路
上加龙省省道D2线、D18c线、D54线、D59线、D72线、D622线及图卢兹地方公路M18线在沃镇境内交汇。奥克西塔尼大区城际客运357线经停沃镇，可通往图卢兹和勒韦勒。
2020年，86.8%的沃镇家庭拥有至少一辆私人汽车。2019年，沃镇境内共发生各类交通事故1起，造成9人受伤，其中1人重伤。
| 20 | 16 |

| 图卢兹 | 39 |

| 勒韦勒 | 16 |

| 洛拉盖自由城 | 14 |

### 铁路
距离沃镇最近的运营中的客运铁路车站为15公里外的洛拉盖自由城站，该站停靠往返于图卢兹和卡尔卡松一线的区域列车，部分班次可直通纳博讷。

### 航空
沃镇距离图卢兹-布拉尼亚克机场的公路里程大约50公里。

### 城市公共交通
截至2024年6月，沃镇暂无城市公共交通系统。

## 政治

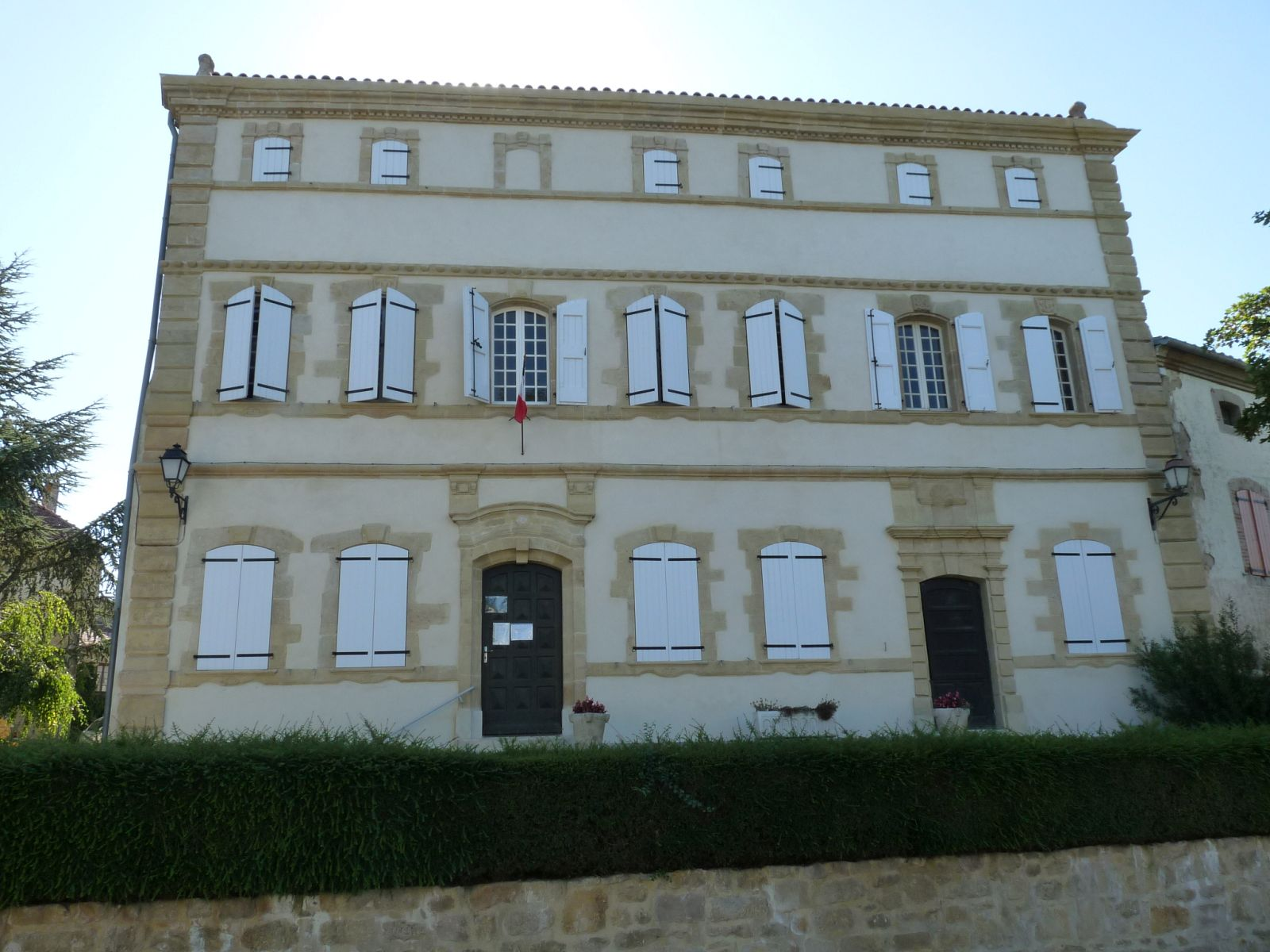
沃镇市政厅

沃镇的现任市长为克洛德·莫兰先生（Claude MORIN），他是一名右翼无党派人士，在2020年的市政选举中获得了100%的支持率（无其他候选人）。
在2022年的法国总统大选的第二轮选举中，法国极右翼政党国民阵线主席玛丽娜·勒庞在沃镇获得了59.9%的支持率。

## 人口
2021年，沃镇市镇人口数量为307，在法国排名第21,627位。其中男性175人，女性133人，75岁及以上人口占4.3%，外籍人口数量为2人，人口密度为29人/平方公里，当地男性居民被称为Vallois或Vauyens，女性居民被称为Valloises或Vauyenses。2022年，沃镇境内出生4人，死亡人口2人。
| 沃镇1901年－2021年人口变化情况 |
|                                |
| 数据来源：Cassini、INSEE       |

## 经济
截至2024年6月，沃镇市镇范围内共有各类用人单位（包含自雇）77家，比上一年减少2家。

## 财政与居民收入
2022年，沃镇的财政收入总额为328,050欧元，财政支出总额为274,190欧元，当年的债务总额不详。2022年，沃镇市镇通过增值税获得3,340欧元的收入，此外当地还共获得了15,210欧元的国家直接财政补助。
| 沃村居民收入情况                                 | 沃村居民收入情况 | 沃村居民收入情况      | 沃村居民收入情况 |
| 内容                                             | 沃村             | 法国                  | 统计年份         |
| ------------------------------------------------ | ---------------- | --------------------- | ---------------- |
| 征税家庭总数                                     | 108              | 1,081（法国市镇平均） | 2022年           |
| 居民平均月收入                                   | 2,438欧元        | 2,435欧元             | 2022年           |
| 高级职员人均月收入                               | 不详             | 4,331欧元             | 2021年           |
| 中级职员人均月收入                               | 不详             | 2,470欧元             | 2021年           |
| 普通职员人均月收入                               | 不详             | 1,801欧元             | 2021年           |
| 贫困率                                           | 不详             | 14.5%                 | 2020年           |
| 青壮年（15至64岁）失业率                         | 8.2%             | 7.4%                  | 2020年           |
| 征税家庭数量占比                                 | 43.8%            | 45.5%                 | 2020年           |
| 家庭年均纳税                                     | 3,185欧元        | 4,393欧元             | 2022年           |
| 资料来源：INSEE、L'Internaute、Le Journal du Net |                  |                       |                  |

## 社会事务

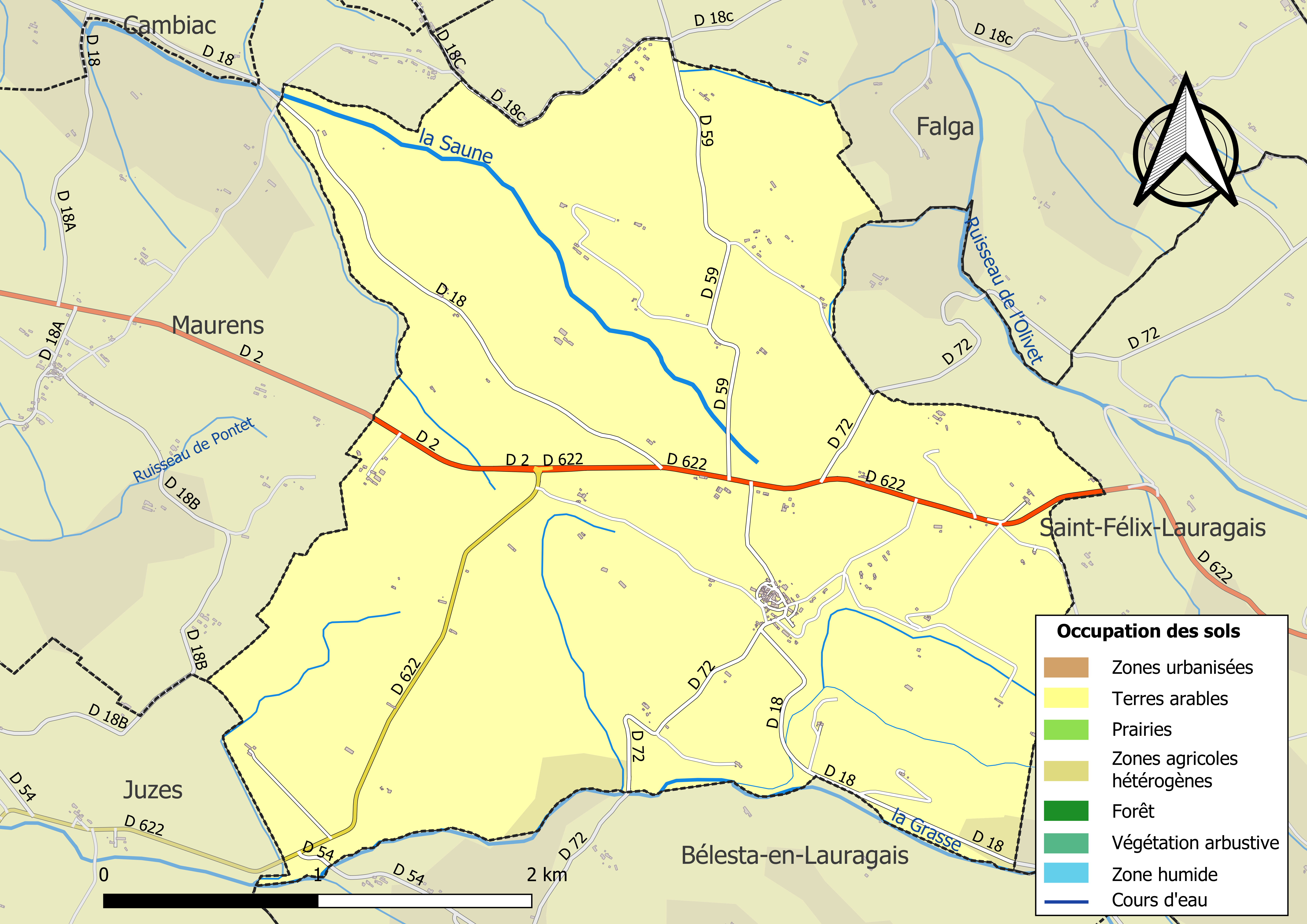
沃镇土地利用情况地图

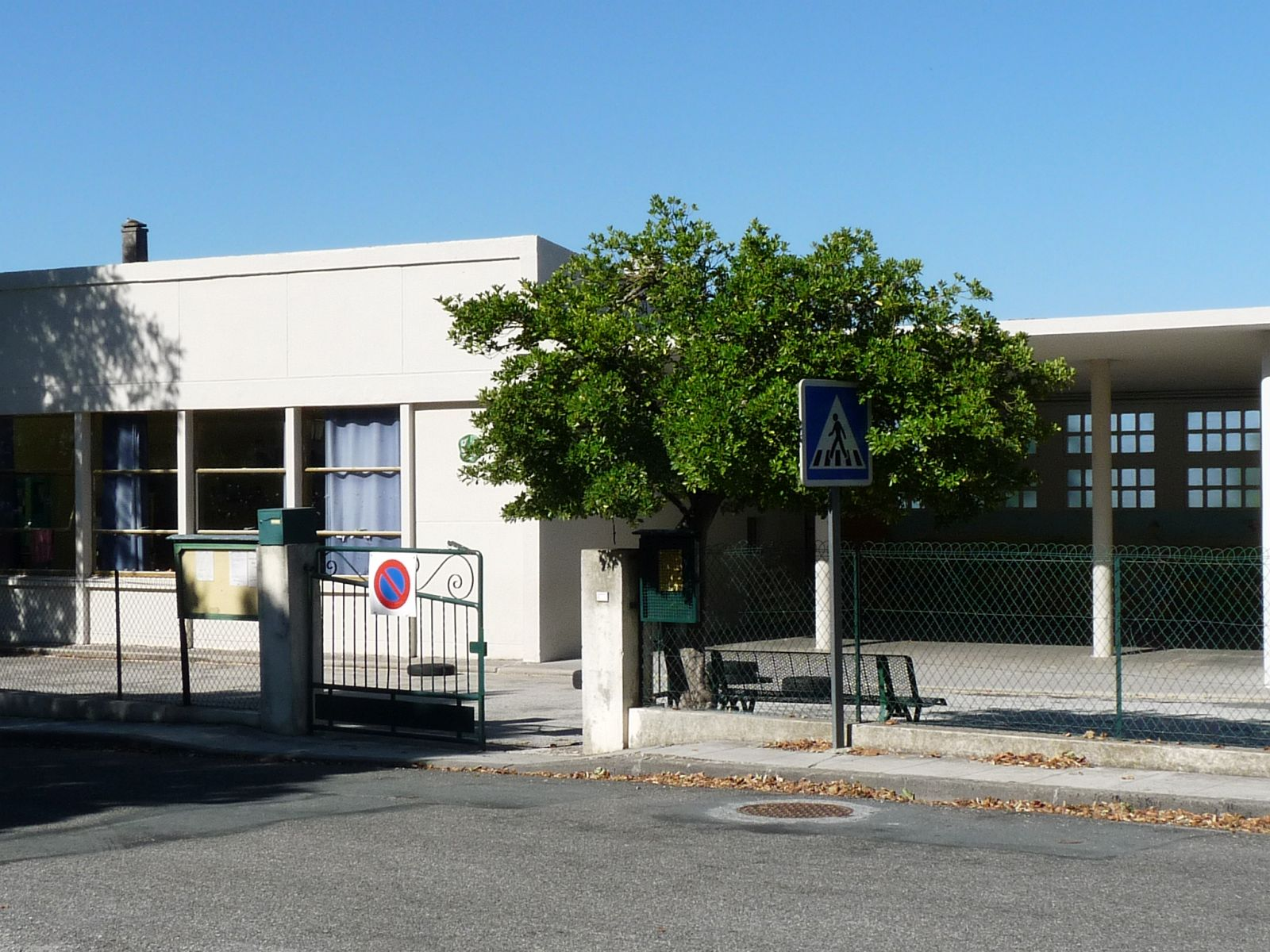
沃镇的一所学校

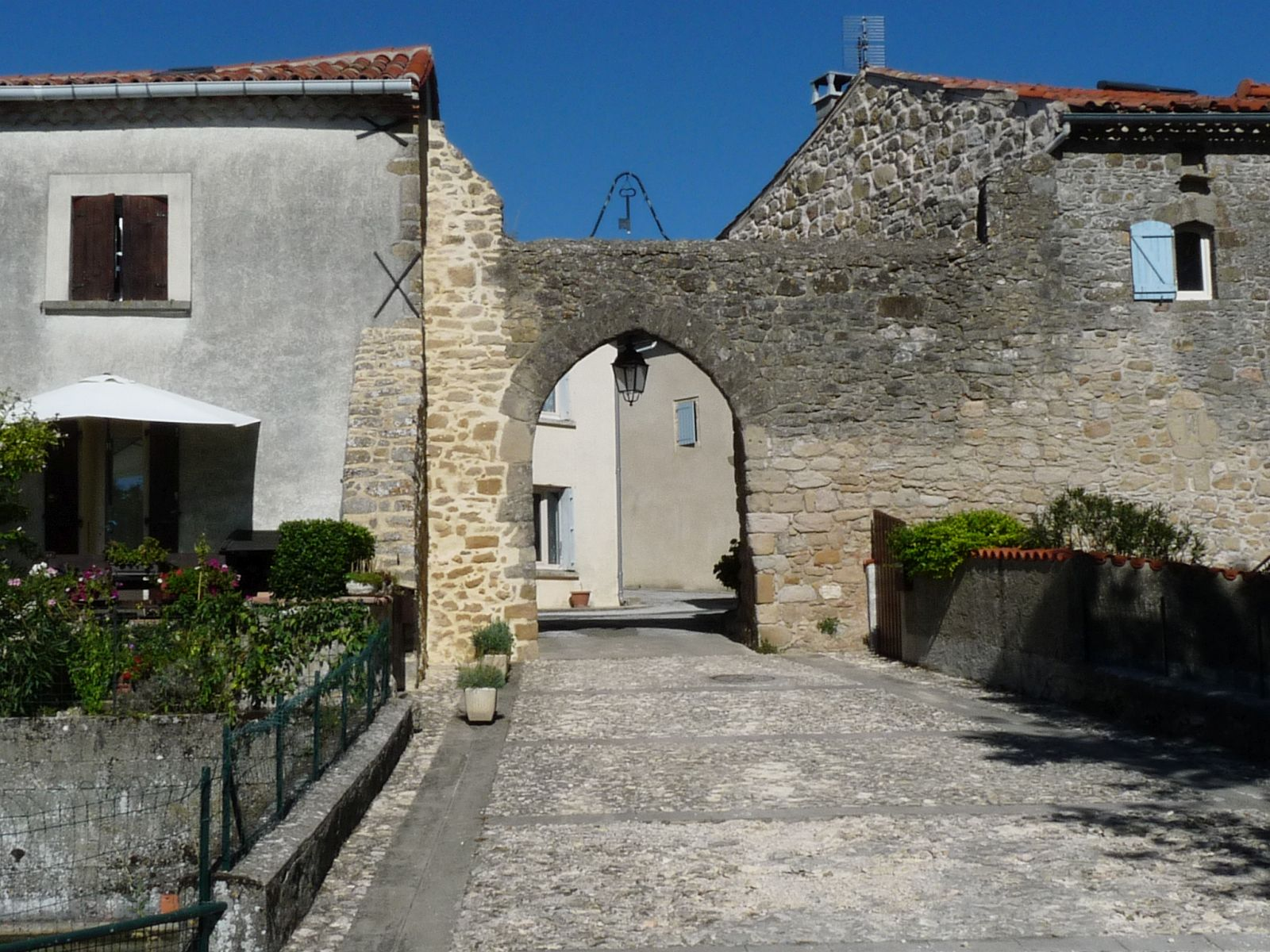
一处城门

### 教育
沃镇属于图卢兹学区。截至2021年1月1日，沃镇境内暂无任何教育机构。

### 医疗
截至2022年1月1日，沃镇境内暂无任何医疗机构及从业人员。
距离沃镇最近的区域性医疗机构为勒韦勒中心医院（Centre Hospitalier de Revel），其主病区医院位于勒韦勒市区东南部，距离沃镇市区的正常车程大约18分钟，该院设有床位51个。

### 住房
2020年，沃镇境内共有各类住房136套，其中98.5%为独立式住宅。常住房屋占沃镇市镇范围内居民建筑总量的89.0%。
在住房保障政策方面，2018年，沃镇境内共有8户家庭获得了住房经济补助，受益人数占总人口数量的2.6%，其中5份为房租补助。

### 商业
2021年，沃镇境内共有各类实体商铺10家，其中泥瓦匠3家。

### 体育
2021年，沃镇境内暂无任何公共体育设施。
截至2024年6月，沃镇境内暂无任何注册足球俱乐部。

### 环境
沃镇的环境事务由其所属的米迪运河源市镇公共社区联合各级政府协调负责。2021年，沃镇境内暂无污染企业。

### 治安
沃镇及其附近的共116个市镇是洛拉盖自由城国家宪兵队（zone gendarmerie de Villefranche-de-Lauragais）的管辖范围。2020年，该宪兵队累计记录各类案件6,519起，其中盗窃类案件3,855起，经济类案件1,103起，毒品交易类案件208起。

## 文化

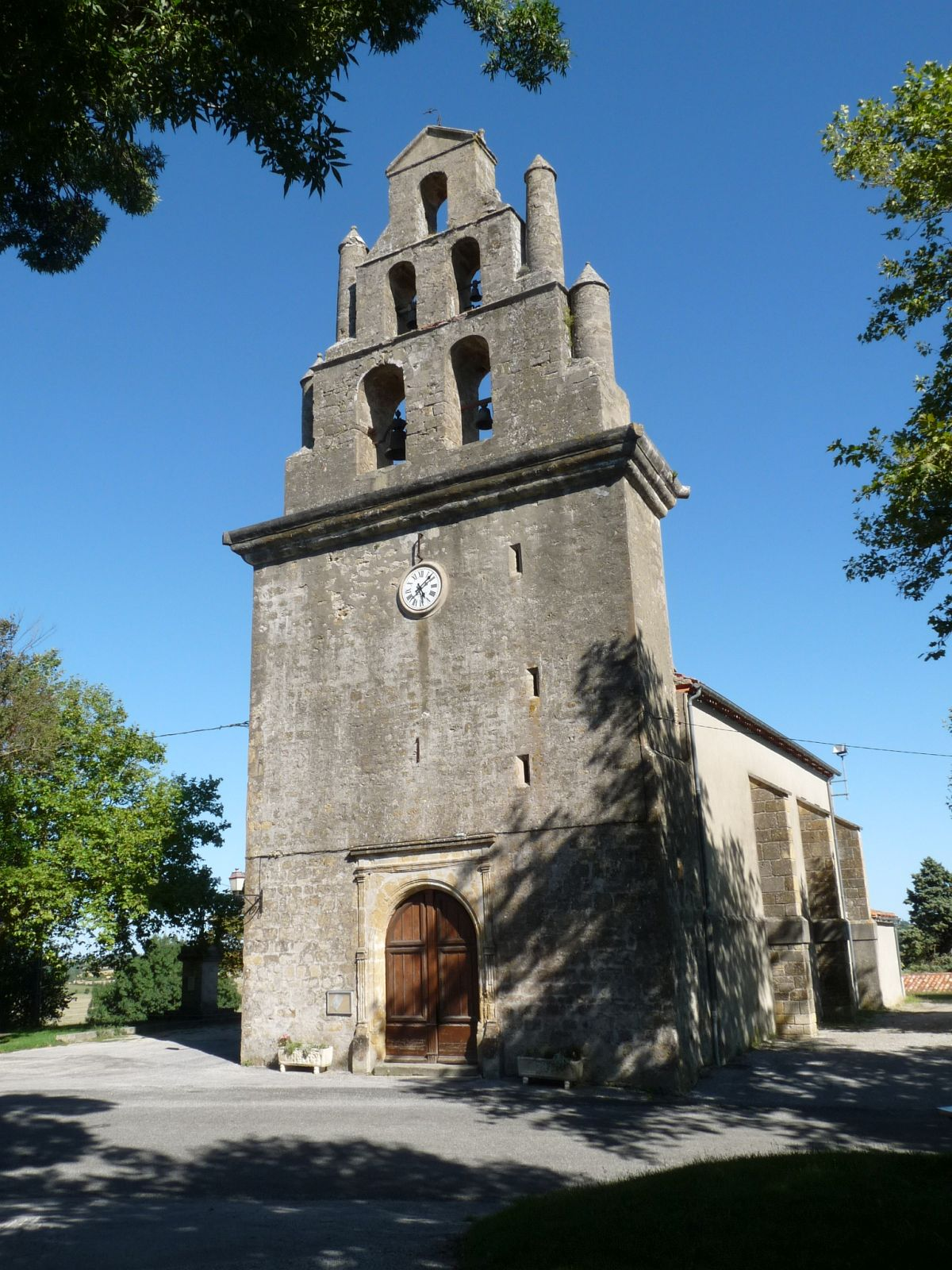
圣布莱斯教堂

2021年，沃镇境内暂无任何文化设施。

### 建筑
沃镇境内有多处历史建筑，其中沃镇庄园（Manoir de Vaux）为法国国家文物保护单位，圣布莱斯教堂（Église Saint-Blaise de Vaux）是当地的地标性建筑物。

### 旅游
沃镇的旅游事务由其所属的米迪运河源市镇公共社区联合各级政府协调负责。2023年，沃镇境内暂无任何游客接待设施。

### 媒体
法国主要的媒体均可在沃镇接收，法国电视三台下属的奥克西塔尼大区频道在部分时段播出沃镇所在上加龙省的地方新闻。奥克西塔尼电视台、蓝色法兰西奥克西塔尼广播等是当地主要的地方性媒体。

## 友好城市
截至2024年6月，沃镇暂未建立任何友好城市关系。